# Kleine bretelrouwzwever
De kleine bretelrouwzwever (Exhyalanthrax afer) is een vliegensoort uit de familie van de wolzwevers (Bombyliidae). De wetenschappelijke naam van de soort werd gepubliceerd in 1794 door Fabricius.

## Kenmerken
Kenmerkend voor deze soort zijn de donkere vlekken in de basis van de vleugels en de witte strepen aan de zijkant van het borststuk.

## Biologie
De soort komt voor in duingebieden op plaatsen waar ook de duinvilla voorkomt. Mannetjes zitten in het zand op de uitkijk en vliegen op als iets langs komt dat een vrouwtje zou kunnen zijn.